# Senoculus rubromaculatus
Senoculus rubromaculatus is een spinnensoort uit de familie Senoculidae. De soort komt voor in Peru.